# Ахмад ібн Абд аль-Муталіб
Ахмад ібн Абд аль-Муталіб (араб. أحمد بن عبد المطلب; д/н — 22 вересня 1629) — 41-й шаріф і емір Мекки в 1628-1629 роках.

## Життєпис
Походив з гілки правлячої династії Хасанідів — бану-катада. Син шаріфа Аль-Хасана III. Про молоді роки відомостей обмаль. 1624 року сприяв небожу Мухсіну ібн Хусейну у протистоянні зі зведеним братом — еміром й шаріфом Ідрісом, зокрема скликанню (ахль аль-хал валь-акд) за участю представників Хасанідів, кадіїв, богословів, правників, знаті Мекки, на яких Ідріса було усунуто з посади еміра. Зрештою Мухсін став одноосібним шаріфом, але фактичну владу здійснював Ахмад.
1627 року шаріф відсторонив Ахмада ібн Абд аль-Муталіба від прийняття будь-яких рішень. Натомість той 1628 року скористався непорозуміннями між Мухсіном ібн Хусейном та Курджі Ахмед-пашою, валі Ємену, який перебував тоді в Джидді, задля повалення суперника. Смерть валі не змінило ситуацію —Ахмад залучив обіцянками грошей османських військовиків, з якими пішов на Мекку. В цей час там повстав Масуд ібн Ідріс. Все це змусило Мухсіна зректися влади та перебратися до Ємену.
Ахмада було оголошено новим шаріфом та еміром Мекки. Той вирішив спочатчку помститися юближчим родичам та прихильникам Мухсіна, яких наказав арештувати й катувати. У відповідь муфтій Мекки оголосив, що Ахмад є шайтаном. Шаріф в свою чергу наказав вбити муфтія. Така колотнеча послабила авторитета правителя, внаслідок чого в Хіджазі почався розгардіяж, поновилис яграбіжницькі напади на каравани. Ахмад більше уваги приділяв уявним змовам. Тепер він став підозрювати родичів Масуда ібн Ідріса, яки став переслідувати. Восени 1629 року до Мекки прибув Кансу-паша, новий валі Ємену, який запросив Ахмада ібн Абд аль-муталіба до себе в табір. Там його звинувати у страті муфтія. А цей час загін шаріфа спробував того визволити, але військо валі відбило напад. За цим шаріфу відрубали голову. Новим правителем Мекки став Масуд ібн Ідріс.